# E3 Harelbeke 2017
60. ročník jednodenního cyklistického závodu E3 Harelbeke (oficiálně Record Bank E3 Harelbeke) se konal 24. března 2017 v Belgii. Závod dlouhý 206,1 km vyhrál Belgičan Greg Van Avermaet z týmu BMC Racing Team. Na druhém a třetím místě se umístili Belgičané Philippe Gilbert (Quick-Step Floors) a Oliver Naesen (AG2R La Mondiale).

## Týmy
Závodu se zúčastnilo celkem 25 týmů, včetně 18 UCI WorldTeamů a 7 UCI Professional Continental týmů. Každý tým přijel s osmi jezdci, na start se tedy celkem postavilo 200 jezdců. Do cíle v Harelbeke dojelo 112 jezdců.
UCI WorldTeamy
- AG2R La Mondiale
- Astana
- Bahrain–Merida
- BMC Racing Team
- Bora–Hansgrohe
- Cannondale–Drapac
- FDJ
- LottoNL–Jumbo
- Lotto–Soudal
- Movistar Team
- Orica–Scott
- Quick-Step Floors
- Team Dimension Data
- Team Katusha–Alpecin
- Team Sky
- Team Sunweb
- Trek–Segafredo
- UAE Team Emirates

UCI Professional Continental týmy
- Direct Énergie
- Gazprom–RusVelo
- Roompot–Nederlandse Loterij
- Sport Vlaanderen–Baloise
- Vérandas Willems–Crelan
- Wanty–Groupe Gobert
- WB Aqua Protect Veranclassic

## Výsledky
| Pořadí | Jezdec                  | Tým               | Čas        |
| ------ | ----------------------- | ----------------- | ---------- |
| 1      | Greg Van Avermaet (BEL) | BMC Racing Team   | 4h 48' 17" |
| 2      | Philippe Gilbert (BEL)  | Quick-Step Floors | + 0"       |
| 3      | Oliver Naesen (BEL)     | AG2R La Mondiale  | + 0"       |
| 4      | Luke Durbridge (AUS)    | Orica–Scott       | + 40"      |
| 5      | Lukas Pöstlberger (AUT) | Bora–Hansgrohe    | + 41"      |
| 6      | Michael Valgren (DEN)   | Astana            | + 52"      |
| 7      | Sonny Colbrelli (ITA)   | Bahrain–Merida    | + 52"      |
| 8      | Tom Boonen (BEL)        | Quick-Step Floors | + 52"      |
| 9      | Dylan van Baarle (NED)  | Cannondale–Drapac | + 52"      |
| 10     | Alberto Bettiol (ITA)   | Cannondale–Drapac | + 52"      |